# 桑株镇
桑株镇，是中华人民共和国新疆维吾尔自治区和田地區皮山县下辖的一个乡镇级行政单位。
2016年1月9日，新疆维吾尔自治区人民政府批复同意撤销桑株乡建制，设立桑株镇。

## 行政区划
桑株镇下辖以下地区：
巴什萨瓦村、阿亚格萨瓦村、墩恰喀村、加依提热克村、色依提拉村、铁热克恰喀村、艾日格勒村、哈尼喀村、巴什坡斯喀村、阿亚格坡斯喀村、桑株村、敦巴格村、木尕拉村、巴斯喀克村、恰斯喀木村、托格热塔孜滚村、库木艾格勒村、库木巴格村和喀热墩村。